# Setge de Jasna Góra
El setge de Jasna Góra (polonès : Oblężenie Jasnej Góry), també conegut com la Batalla de Częstochowa, va tenir lloc l'hivern de 1655 durant la Segona Guerra del Nord que enfrontà la Confederació de Polònia i Lituània amb l'Imperi Suec. Els suecs intentaven capturar el monestir de Jasna Góra a Częstochowa. El setge varis mesos va fracassar, ja que una petita força formada per monjos del monestir i voluntaris locals, liderats Prior del monsestir, va lluitar i resistir contra els mercenaris alemanys contractats per Suècia. Aquest episodi històric reforçà la veneració de la icona de la Verge de Częstochowa.